# Voz Veis
Voz Veis fue un sexteto vocal venezolano que tomó su nombre del habla local de Maracaibo, ciudad de donde surge. Se convirtió en el año 2007 en la primera agrupación venezolana en ganar un Grammy Latino.
El grupo contaba con 6 integrantes: Carlos Labrador, Luis Fernando "Luigi" Castillo, Roberto Zambrano, Gustavo González, Santiago Castillo y Luis Enrique Leal.

## Historia
Luis Leal, Gustavo González, Santiago y Luis Fernando (Luigi) Castillo, Betyan Montilva, Roberto Ignacio y Carlos Labrador junto a Yambet Montilva se juntaron y formaron un grupo de canto a capella como una especie de diversión, cantaron en fiestas y verbenas, y poco a poco se dieron cuenta de que estaban ya listos para salir del anonimato. En sus inicios fueron orientados musicalmente por el docente musical Víctor Galbán. Más tarde, afirmaría Gustavo González que Fue un proceso, cada uno tiene sus carreras universitarias, pero un día esa diversión la fuimos tomando en serio.
Su registro vocal les permitió interpretar cualquier pieza y señalan que “puede ser desde Queen hasta Guaco”. Cada uno de los integrantes no solo era intérprete sino también compositor y arreglista.
En el año de 1997 el grupo fue contratado por la compañía discográfica independiente venezolana "Airó Music" para realizar su primer álbum titulado "Lo mejor aún está por venir" en el cual predominó la interpretación a capella de casi todos los temas. En el año 2001, la empresa discográfica venezolana Sonográfica contrata al grupo, con el cual realiza el álbum "Virao'" del cual hubo dos ediciones. Es a partir de este momento, quizá por razones comerciales, que el grupo abandona definitivamente su estilo inicial de interpretación para contar con acompañamiento musical. Tres años después, la desaparecida empresa "Latin World Music" contrata al grupo con el cual vuelve a presentar el ya mencionado disco, con temas adicionales.
El cantautor venezolano Ricardo Montaner eligió a los integrantes de la agrupación para crear en coautoría tres de las canciones de uno de sus álbumes. Uno de estos temas, llamado “Vida Eterna” contó con la colaboración del productor y músico estadounidenses David Foster, quien ha trabajado muchas veces previamente con artistas tales como Céline Dion, Chicago y Michael Bublé, entre otros.
El 1° de septiembre de 2010, el grupo anunció su separación luego de 15 años de actividad para que los miembros de la agrupación se dedicaran a sus proyectos personales y realizó una gira de despedida denominada "Hasta pronto Venezuela". Poco después, fue desactivada su página web.
Finalmente después de 10 años de su separación, la agrupación se reunió  el 25 de abril de 2021 para un último concierto #soloporestavez en Miami; debido a la crisis pandémica vivido actualmente, el concierto se llevó a cabo vía streaming y debutó sus canciones más famosas así como Unplugged que le devolvió la vida a la agrupación.

## Discografía
- Lo mejor aún está por venir (Airó Music, (P) y (C) 1997)

1. Razones
2. Buenas nuevas
3. Ojalá
4. Voz Veis a Ilán [Popurrí]
5. Sin rencor
6. Yo soy aquel
7. Otra cara bonita
8. Canción
9. No volverá
10. A Guaco [Popurrí]

- Virao (Sonográfica, (P) y (C) 2001, Primera Edición)

1. Virao
2. Pa' que no me puedas olvidar
3. Te quiero de colores
4. Tanto Swing
5. Para volver a comenzar
6. Y cómo haré
7. Aunque sea poco
8. Ya no estás aquí
9. Respiro
10. Yo sin ti no valgo nada
11. Aunque sea poco [Acústica]

- Virao (Latin World, (P) y (C) 2003, Segunda Edición)

1. Virao
2. Pa' que no me puedas olvidar
3. Te quiero de colores
4. Tanto Swing
5. Para volver a comenzar
6. Y cómo haré
7. Aunque sea poco
8. Ya no estás aquí
9. Respiro
10. Yo sin ti no valgo nada
11. Aunque sea poco [Acústica]
12. Cosita rica
13. Pa' que no me puedas olvidar [Acústica]
14. La colmena de la vida

- Vas (Latin World, (P) y (C) 2004)

1. Vas
2. Inexplicable
3. El farolito
4. Devuélveme mi amor
5. Te brindo
6. Cuento que te amo
7. Un pedacito de tu querer
8. Di qué voy a hacer contigo
9. La mesera
10. Niña dura
11. Tibios besos
12. Esos ojos que me miran

- ¿Cómo se llega a Belén? (Sonográfica, (P) y (C) 2006)

1. ¿Cómo se llega a Belén?
2. El tamborilero
3. Gloria
4. Ven a mi casa esta Navidad
5. Santa Claus is Coming to Town
6. Oíd un son
7. El burrito sabanero
8. Noche de bien
9. Esos ojos que me miran
10. Feliz Navidad
11. Burrito Mix

- Éxitos (Sonográfica, Compilación (P) y (C) 2006)

1. Aunque sea poco
2. El farolito
3. Pa' que no me puedas olvidar
4. Inexplicable
5. Virao
6. Un pedacito de tu querer
7. Yo sin ti no valgo nada
8. Vas
9. Para volver a comenzar
10. Devuélveme mi amor
11. Ya no estás aquí
12. Cosita rica
13. Niña dura
14. Y cómo haré
15. Te brindo
16. Di qué voy a hacer contigo
17. Cuento que te amo

- ¿Qué me has hecho tú? (Sonográfica, (P) y (C) 2007)

1. Segundo plato
2. Marta
3. Al otro lado
4. ¿Qué me has hecho tú?
5. Quizás
6. Jamás se dice adiós
7. Cosita rica
8. Te enseño a aterrizar
9. Bailamos
10. Dame un día
11. Quiero ir

- Todos a Belén (Sonográfica, (P) y (C) 2008)

1. El burrito sabanero (con Oscar D'León)
2. ¿Cómo se llega a Belén? (con Franco De Vita)
3. Gloria (con Noel Schajris)
4. Santa Claus is Coming to Town (con Mayré Martínez)
5. Son tan buenos los recuerdos (con Andrés Cepeda)
6. El tamborilero (con Horacio Blanco)
7. Ven a mi casa esta Navidad (con Ricardo Montaner)
8. Noche de bien (con Ilan Chester)
9. Los gaiteros (con Neguito Borjas)
10. Esos ojos que me miran (con Marcos Witt)
11. Burrito Mix (con Mermelada Bunch y Oscar D'León)

Pistas 1, 3, 4, 6 cantadas a capella. 
Pista 11 remezclada con instrumentos electrónicos.
- Grandes Éxitos (Sonográfica, Compilación (P) y (C) 2009)

1. Aunque sea poco
2. Devuélveme mi amor
3. Virao
4. Un pedacito de tu querer
5. El farolito
6. Yo sin ti no valgo nada
7. Vas
8. Y cómo haré
9. Segundo plato
10. Cosita rica
11. Te brindo
12. Niña dura
13. Te enseño a aterrizar
14. Para volver a comenzar
15. Di qué voy a hacer contigo
16. ¿Qué me has hecho tú?

- Acústico: Una noche común y sin corriente (Latin World, (P) y (C) 2009)

1. Niña dura
2. Segundo plato
3. Somos más
4. El farolito
5. Dame un día
6. Aunque sea poco
7. Te brindo
8. Ya no estás aquí
9. Vas
10. Amor secreto
11. Un pedacito de tu querer
12. The Glory of Love
13. Tan cerca
14. Virao

Todos los temas grabados en vivo.
- Esika y Voz Veis Experience (Producción Independiente (P) y (C) 2010)

1. La mujer que llevas dentro
2. Aunque sea poco
3. Segundo plato
4. Jamás se dice adiós
5. El farolito
6. Tanto Swing
7. Niña dura
8. ¿Qué me has hecho tú?
9. Te enseño a aterrizar
10. Cosita rica
11. Un pedacito de tu querer

Pista 1 orientada a la promoción de la marca de cosméticos ESIKA.

## Premios

### Grammy Latino
En la edición del 2007 después de conseguir un contrato con el Diario La Verdad, para distribuir al menos 10 mil copias (el mínimo requerido por la organización de los Grammy Latino) de su álbum ¿Cómo se llega a Belén?, el grupo consigue concursar en este certamen obteniendo los premios de "Mejor video musical, Versión Corta" con Ven a mi casa esta Navidad, producido por la empresa Salto Angel Media y "Mejor Álbum Infantil" siendo los primeros venezolanos en llevarse estos galardones.
El 11 de noviembre de 2010 Voz Veis se gana su 3.er Grammy en la historia, tras vencer a Laura Pausini y Thalía en la categoría "Mejor video musical Versión Larga" por su disco en vivo "Una noche común y sin corriente".

## Solo por esta vez
El 9 de marzo de 2021 la agrupación anunció su gran regreso luego de más de 10 años separados, esta noticia ha sido una de las más impactantes luego de que Santiago y Luigi decidieran separarse y conformar el dúo Sanluis. "Solo por esta vez" será un reencuentro que muchos fanáticos han esperado ansiosamente que se dará a cabo el día 25 de abril de 2021.

## La Última Función World Tour 2023-2024
Tras 10 años de haberse despedido de los escenarios, Voz Veis regresa con La Última Función World Tour para ofrecer un concierto inolvidable. Este nuevo capítulo se desplegó en varios países latinoamericanos, como Ecuador, Perú, Colombia, Argentina, incluyendo Europa y USA.